# Ніконоров Едуард Семенович
Ніконоров Едуард Семенович (нар.15 квітня 1951, Барановичі, Білорусь  помер 17 серпня 2019 р , м. Івано-Франківськ) — український художник, член спілки художників України.

## Біографія
Народився 15 квітня 1951 року в місті Барановичі Берестейської області, Білорусь. У 1953 році сім'я переїхала в місто Краснодар, де він навчався в Краснодарському художньому училищі на декоративно-оздоблювальному відділенні, яке закінчив в 1975 р.
1978 року вступив у Київський державний художній інститут, де навчався в майстерні монументального живопису у професора Стороженко М. А. Студентом двічі ставав переможцем загальноінститутського конкурсу. У 1985 році закінчив інститут та за направленням приїхав працювати художником-монументалістом в художньо-виробничому комбінаті міста Івано-Франківська. Поряд з монументальними роботами, займається станковим живописом. Бере участь в республіканських і всесоюзних виставках.
В 1987 році картина «Прощання» була придбана Міністерством культури України з республіканської виставки в Києві. З 1987 по 1989 рр. Івано-Франківський художній музей придбав чотири роботи художника для своєї колекції.
В 1995 році художник їде жити та працювати в Прагу. Займається станковим живописом, виставляється в місцевих галереях, бере участь в європейських виставках і арт-фестивалях. У цей період, в галереї Le Siants Galerie в Празі, 2 картини були придбані Іванною Трамп.
З  2001 року картини художника брали участь у виставках в США, в штатах Коннектикут, Нью-Йорк, Нью-Джерсі, Массачусетс і Вашингтон.
У 2010 році Едуард Ніконоров повертається до України, в Івано-Франківськ. Бере активну участь в колективних обласних та всеукраїнських виставках. За цей час відбулося 10 персональних виставок — сім з них в Україні, три в Польщі. У 2016 році в Польщі видається книга «Cave, cave, Deus videt» про художника та його творчість.
Член Спілки художників СРСР з 1988 року. Член Спілки художників України з 1991 року. Художник працює в індивідуальному стилі, визначаючи його як модерн з елементами символічного експресіонізму. Більшість картин знаходяться в приватних колекціях в багатьох країнах світу. Чотири картини художника є частиною колекції Художнього музею в місті Івано-Франківську. Частина робіт Едуарда Ніконорова знаходяться в колекції Evro Art Gallery. Повернувся в Україну 2010 року. Жив і працював в Івано-Франківську.

## Персональні виставки
- 1998 — персональна виставка (Івано-Франківськ)
- 2011 — Персональна виставка в Івано-Франківську
- 2012 — «Картини маслом» персональна виставка, Київ
- 2012 — «Вибране», персональна виставка в галереї «Арт на Мур», Івано-Франківськ
- 2013 — Персональна виставка, Галич[3]
- 2014 — «Джоконда. Навколо», персональна виставка в галереї «Арт на Мур», Івано-Франківськ[4]
- 2014 — Персональна виставка, Кошалін
- 2014 — «Викрадення Європи», персональна виставка в Польському культурному центрі, Івано-Франківськ[5]
- 2016 — Персональна виставка в місті Санники (Польща) в Будинку Творчості ім. Фредеріка Шопена
- 2016 — «Cave, cave, Deus videt» Персональна виставка в місті Пила (Польща)
- 2017 — «Любофф брутальна» галерея Арт на Мур, Івано-Франківськ[6][1]